# Bohuslav Leopold
Bohuslav Leopold (6. září 1888 Škrdlovice – 12. května 1956 Praha) byl český houslista, kapelník, hudební skladatel a aranžér.

## Život
Narodil se v malé vesnici na Českomoravské vysočině. Jeho rodiče tu měli hospodářství a hostinec. Měšťanskou školu navštěvoval v České Třebové a tam se učil hře na housle u místního učitele hudby Antonína Kleinpetra. Skladatel Julius Fučík rozpoznal jeho hudební talent, vzal ho v patnácti letech do své plukovní hudby a umožnil mu studium na hudební akademii v Budapešti. Dále se zdokonaloval soukromým studiem v Praze u Štěpána Suchého a v Krakově u Schwarzensteina. V letech 1909–1914 byl koncertním mistrem několika divadelních orchestrů. Za první světové války byl členem a od roku 1917 i dirigentem výstavního symfonického orchestru v Budapešti na válečné výstavě.
Po válce by členem Šakovy filharmonie, ale v roce 1920 založil vlastní orchestr a vydal se s ním na koncertní turné po Německu, Francii a Egyptě. Za svého pobytu v Egyptě se v Alexandrii podílel na založení Českého komorního kvarteta a účinkoval v něm v letech 1922–1923.
Do Prahy se vrátil v roce 1924. Ze zdravotních důvodů ukončil kariéru výkonného hudebníka a věnoval se práci skladatelské a aranžérské. V roce 1928 založil nakladatelství Edition Continental, které bylo zaměřeno na vydávání skladeb zábavné hudby a úpravy skladeb starších i současných umělců pro salonní a dechové orchestry. V průběhu následujících pěti let se podnik rozrostl na jedno z největších evropských vydavatelství tohoto druhu. Kromě toho byl inspektorem Ochranného sdružení autorského pro Slovensko.
Manželka Vlasta Leopoldová (1897-1945) padla v Pražském povstání 8. května 1945 v Hlubočepích.

## Dílo
Největšího úspěchu dosáhl zejména úpravami skladeb Antonína Dvořáka a Bedřicha Smetany. Zasloužil se však i o propagaci dalších českých skladatelů jako např. Oskara Nedbala, Leoše Janáčka, Zdeňka Fibicha, Jaroslava Ježka, Václava Trojana a dalších. Vytvářel tehdy velmi oblíbené směsi z oper a operet. Velkého úspěchu dosáhl rovněž sestavením fantazií a směsí lidových písní různých národů (české, ruské i arabské), kterých celkem vydal více než 30. Později byly shrnuty do edice Hlasy národů (v zahraničí známé pod německým názvem Stimmen des Völker).
Jeho vlastní tvorba byla zpočátku zaměřena na klasickou vážnou hudbu. V té době komponoval zejména pro svůj nástroj – housle, ale psal i skladby orchestrální. Později se zcela věnoval lehčím žánrům. Jeho nejslavnější skladbou je patrně tango L'Amour oriental, které se dodnes hraje v tanečních sálech celého světa a jeho varianta podložená slovy „Pojď v chatu mou“ zní stále v Čechách u táborových ohňů .
Věnoval se rovněž instruktivní literatuře a vydal několik sbírek skladeb pro nejmenší houslisty a klavíristy. Pro hudebníky a aranžéry sestavil užitečnou pomůcku Praktické instrumentační tabulky, které uváděly rozsah a způsob psaní zpěvních hlasů, a hudebních nástrojů symfonického orchestru i dechové hudby.

## Dílo (výběr)

### Vážná hudba
- 9 Capricen pro housle, op. 27
- Hry motýlů, intermezzo, op. 35
- Polonaise pour violon et piano op. 45
- Kadence k houslovému koncertu A-dur W. A. Mozarta
- Rozhlasová předehra
- Tarantella op. 159

### Úpravy skladeb
- Dvořákiana na motivy skladeb Antonína Dvořáka
- Fantasie z opery Dalibor Beřicha Smetana
- Velká fantazie z komické opery Boccaccio Franze von Suppé
- Z pohádky do pohádky, suita z baletu Oscara Nedbala

### Zábavná hudba
- L'Amour oriental, tango
- Avia, letecký pochod
- Aranka, valčík
- Bajka, valse lente, op. 47
- Tempi passati, koncertní valčík op 23
- Ex libris, valčík
- Cikánský tanec
- Tribun, pochod
- Balaton, uherský marš op. 74
- Stadion, pochod, op 75
- Flora, op. 90
- Rapid, kvapík, op. 91
- Galanterie, valčík op. 93
- Hlasy národů, variace na motivy lidových písní z různých zemí (obsahuje skladby jako Amerika, Arabia, Praha, Souvenir d'Athènes, Italia canora, Jugoslávské perly, Ruská ozvěna, Polonia, Helvetia, Sol de Espaňa, aj.)

### Instruktivní literatura
- 20 národních písní ve snadném slohu
- 5 zcela snadných skladbiček pro housle a klavír
- Sonata v lehkém slohu pro klavír
- Album pro klavír
- Škola pro neapolskou mandolínu
- Nový malý Paganini pro housle a klavír
- Beseda malých houslistů
- Praktické instrumentační tabulky: označení rozsahu a způsobu psaní zpěvních hlasů, a hudebních nástrojů orchestru a dechové hudby. Praha, SNKLHU, 1959